# Anne Whitney
Anne Whitney (Watertown, 2 de septiembre de 1821 – Boston, 23 de enero de 1915) fue una escultora y poetisa estadounidense. Realizó esculturas de cuerpo entero y bustos de destacadas figuras políticas e históricas, y sus obras se encuentran en importantes museos de los Estados Unidos. Recibió prestigiosos encargos de monumentos. Dos estatuas de Samuel Adams fueron hechas por Whitney y se encuentran en la Colección Nacional de Estatuas de Washington D. C. y frente al Faneuil Hall en Boston. También creó dos monumentos en honor al explorador islandés Leif Erikson.
Realizó trabajos que exploraron sus puntos de vista liberales sobre la abolición, los derechos de la mujer y otros temas sociales. Muchos hombres y mujeres prominentes e históricos son representados en sus esculturas, como la escritora Harriet Beecher Stowe. Whitney retrató a mujeres que vivían vidas innovadoras como sufragistas, artistas profesionales y en posiciones no tradicionales para las mujeres de la época, como la notable economista y presidenta del Wellesley College, Alice Freeman Palmer. A lo largo de su vida adulta, vivió una vida independiente y no convencional y tuvo una relación de pareja con su compañera de trabajo, Abby Adeline Manning, con quien vivió y viajó a Europa.

## Primeros años

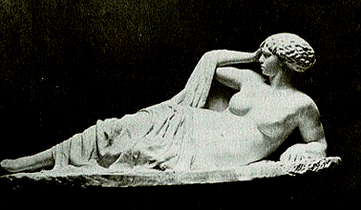
Africa, 1864, hecha durante la Guerra de Secesión para expresar sus creencias sobre la abolición de la esclavitud.

Whitney era la hija menor de Nathaniel Ruggles Whitney, Jr. y Sally, o Sarah, Stone Whitney, ambos descendientes de los colonos de Watertown en 1635. Tenía una hermana y cinco hermanos. La familia se mudó a East Cambridge cuando ella tenía 12 años y regresó a Watertown en 1850. Su familia era unitaria y abolicionista. Lucharon por los derechos de las mujeres y de la educación, así como por la abolición de la esclavitud.
Excepto el año escolar 1834-1835 que asistió a una escuela privada dirigida por la Sra. Samuel Little en Bucksport, Maine, Whitney recibió su educación de tutores privados. Su año en una escuela privada le permitió enseñar. A Whitney le gustaba escribir poesía y le interesaba la escultura.

## Trayectoria

### Primeros años

Anne Whitney, Laura Brown, 1859, [./https://en.wikipedia.org/wiki/Smithsonian_American_Art_Museum Smithsonian American Art Museum

De 1847 a 1849, dirigió una pequeña escuela privada en Salem, Massachusetts, después de lo cual viajó en barco para visitar a sus primos en Nueva Orleans, vía Cuba, desde diciembre de 1850 hasta mayo de 1851.
Comenzó a hacer retratos de miembros de la familia hacia 1855. En el momento en que Whitney comenzó a estudiar arte, las mujeres tenían oportunidades educativas limitadas. A diferencia de los estudiantes varones, las mujeres no podían tomar clases de dibujo en vivo. Las visitas a las galerías de arte requerían que las esculturas de hombres desnudos se cubrieran los genitales antes de que las mujeres pudieran entrar a la galería. Los moldes de yeso de la forma humana no podían utilizarse en las aulas mixtas. Whitney se mudó a Nueva York para estudiar anatomía en un hospital de Brooklyn desde 1859 hasta 1860, y luego estudió dibujo y modelaje en la Pennsylvania Academy of the Fine Arts en Filadelfia.
Whitney estaba en la parte delantera del movimiento Mujer Nueva. En lugar de seguir un camino aceptable para que las mujeres exploraran su interés por la poesía a mediados de la década de 1850, creyó que podía expresar más plenamente sus puntos de vista sobre las causas sociales a través del arte.

Hizo Laura Brown (1859) del busto de una chica y expuso en la Academia Nacional de Dibujo de Estados Unidos en Nueva York. Actualmente, forma parte de la colección del Museo Smithsonian de Arte Americano. En 1859, publicó un volumen de poesía titulado Poemas, que era una colección de sus poemas publicados anteriormente en revistas, como The Atlantic Monthly y Harper's Magazine, y en periódicos. North American Review dijo de su poesía: 
"Cada palabra llama la atención; cada línea es limpia, distinta, como si estuviera cortada en piedra; la pluma en sus manos se vuelve tan parecida al cincel de la escultora que uno se pregunta si la poesía es la mejor exponente de su genio".

### Obras de arte simbólicas
En 1860, estableció un estudio en Watertown. Dos años después, alquiló un estudio en Boston, cerca de William Rimmer, artista y médico con quien estudió. Él criticó sus obras mientras ella comenzaba a hacer esculturas de cuerpo entero. Realizó una escultura de tamaño natural de Lady Godiva y, durante la Guerra de Secesión, una gran escultura titulada Africa. Ambos habían sido expresiones de sus puntos de vista políticos. Africa representaba una raza entera que se liberaba de la esclavitud y Lady Godiva una heroína que aliviaba a los pobres de impuestos exorbitantes. Se exhibieron en 1864 y 1865 en Boston y Nueva York. Lady Godiva, que fue recibida positivamente en sus exposiciones, se encuentra en el Museo de Arte de Dallas, en Texas. En 1867, expuso en la galería de Boston de De Vries, Ibarra & Co.
Whitney se mudó a Roma en 1867. Mientras estuvo allí, trabajó en la ciudad y tomó largas vacaciones en Europa, incluyendo dos viajes a Munich para seguir estudiando, incluyendo el aprendizaje de técnicas de fundición para trabajar el bronce. En Roma, pudo hacer obras utilizando modelos masculinos desnudos, donde no se consideraba impropio para una mujer. Sus obras de este período incluyen Chaldean Shepherd en el Smith College Museum of Art y Lotus Eater en el Museo de Arte de Newark. Se asoció con un grupo de artistas femeninas en Roma que el escritor Henry James describió como "esa extraña hermandad de 'mujeres escultoras' estadounidenses que en un tiempo se asentaron en las siete colinas en un rebaño blanco y marmóreo". Conocía a artistas estadounidenses que se encontraban en Florencia y Roma, como Edmonia Lewis, Harriet Hosmer, Florence Freeman y otros dentro del círculo de la actriz de teatro Charlotte Cushman, una mecenas de las artes.

Escultura del líder haitiano Toussaint Louverture

Mientras Whitney estaba en Italia, hubo inestabilidad política, social y económica debido a los intentos de unificar el país, durante los cuales el nuevo gobierno secular estuvo en desacuerdo con el papado. Creó la escultura de bronce Roma en 1869 para representar la "miseria espiritual" que vivían los ciudadanos debido al clima político, simbolizado por la antigua mendiga. Se mostró en Filadelfia, Boston y Londres. Visitó los Estados Unidos en 1870 cuando la ciudad fue tomada por las fuerzas de Giuseppe Garibaldi, luego regresó a Roma por un año antes de regresar a los Estados Unidos en 1871 y luego exhibió su escultura del líder haitiano Toussaint Louverture en Boston. Estableció un estudio en Boston en 1872.

## Monumentos
En 1875, presentó una escultura modelo de Charles Sumner para un concurso a ciegas dirigido por el Comité de Arte de Boston. Conoció a Sumner, senador y abolicionista, a través de su hermano Alexander, que era compañero de clase de Sumner en la Universidad de Harvard. El modelo de Whitney capturó competentemente el marco y las características de Sumner. Ella lo mostraba sentado en una silla, en parte debido a la práctica del antiguo artista griego de retratar a personas prominentes sentadas para "representar la dignidad y algo de estado". Ganó el concurso, que incluía un premio en metálico, hasta que los jueces se dieron cuenta de que habían seleccionado una obra hecha por una mujer y pensaron que sería inapropiado que una mujer esculpiera las piernas de un hombre. Los jueces rechazaron su oferta y seleccionaron la escultura de Thomas Ball para el Jardín Público de Boston. Tanto Sumner como los Whitney estaban decepcionados, pero Whitney escribió en una carta: “Entierra tu queja. Hará falta algo más que el comité de arte de Boston para apagarme”.
Finalmente, Whitney expuso el modelo de Sumner en la Exposición Internacional del Centenario de 1876. Después de una exposición del modelo en 1879, el New York Evening Post declaró sobre la decisión del juez: «Piensen que una mujer pudiera recrear en su mente las piernas de un hombre, ¡aunque esas piernas estén dentro de unos pantalones de piedra!» El New York Evening Telegram escribió un verso que comienza: «Verás, es una ley fija del arte, amigo mío, / Que sólo un hombre puede supervisar / El juego del músculo y el miembro de la extremidad, / Cada vez que una estatua está hecha de él». Y finalmente determina: «Sin embargo, bajo la cúpula del Capitolio / Está de pie Samuel Adams erguido y alto, / Tan libre como su tocayo antes de la caída; / Y aunque la imagen fue tallada por una mujer / Rara vez el mármol es tan grandiosamente humano».
Entre sus monumentos públicos más conocidos se encuentra la estatua de Samuel Adams (1876) en la National Statuary Hall Collection en el Capitolio de los Estados Unidos, en Washington, D.C. Whitney viajó a Italia en 1875 para adquirir el mármol para la escultura. Durante el viaje, estudió técnicas escultóricas francesas en Écouen, realizadas en su obra Le Modèle, creada con cierto grado de realismo. Una réplica en bronce y granito (1880) de la escultura de Samuel Adams está instalada en Faneuil Hall Plaza en Boston, donde Adams pronunció discursos sobre el dominio británico y los impuestos.
Otra obra importante es la estatua de Leif Erikson (1887) en Boston. Se comunicó con Frederick Law Olmsted sobre la ubicación del monumento y su paisajismo. Otra edición, Leif, el Descubridor, fue colocada en Juneau Park en Milwaukee, Wisconsin.

### Esculturas de retratos

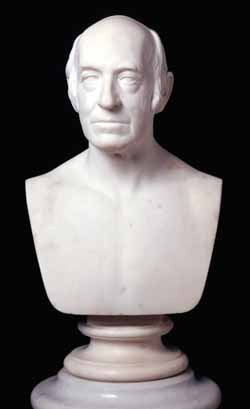
William Lloyd Garrison (1879)

Desde aproximadamente 1876 hasta casi 1896, Whitney realizó una serie de esculturas de retratos de individuos prominentes. William Lloyd Garrison dijo que la escultura de Whitney era la más parecida a él. Está en la Sociedad Histórica de Massachusetts en Boston. Ella retrató a Alice Freeman Palmer, presidenta de Wellesley College, a la economista Harriet Martineau, y a la prima de Frances Willard y Whitney, Lucy Stone, que está en la Biblioteca Pública de Boston. También retrató a Mary Tileston Hemenway, la famosa filántropa y reformadora. Su escultura de Harriet Beecher Stowe (1892) se encuentra en la Casa de Mark Twain, y un busto en la Day House, propiedad de la Casa de Stowe Harriet Beecher adyacente en Hartford, Connecticut. La Biblioteca Uris de la Universidad Cornell alberga el Medallón de Jennie McGraw Fiske.
Completó estatuas y bustos de otras personas famosas, como el astrónomo Edward Charles Pickering y el profesor James Walker, presidentes de la Universidad de Harvard. Los bustos están en los Museos de Arte de Harvard. También realizó esculturas del poeta John Keats y de Samuel Sewall, Robert Gould Shaw y Eben Norton Horsford. Otras de sus obras se encuentran en las colecciones del Amherst College y de la Unión Cristiana de Mujeres por la Templanza.
Aunque todavía estaba sana y activa, su carrera comenzó a desacelerarse en la década de 1890. Sin embargo, creó una versión más grande de Roma para el Palacio de Bellas Artes en la Exposición Mundial Colombina de Chicago de 1893. Para la misma exposición, también creó Child with Calla Lily Leaves, una fuente de bronce con un querubín alado en un tallo sobre un lavabo decorado con hojas y parras representativas del emergente estilo Art Nouveau. Esto se exhibió en el centro del Pabellón de Honor del Edificio de la Mujer en la exposición. Una réplica de esta fuente fue hecha a petición de Mariana Porter, y está ubicada en West Newton, MA en la esquina de Chestnut y Highland Streets, instalada en memoria de la amiga íntima de Whitney, Catherine Porter Lambert (1817-1900). Su última gran obra de arte fue la creación de la escultura a partir del modelo de la escultura de Charles Sumner de 1875. Fue terminado en 1902 y está instalado en Harvard Square.

## Vida personal
A lo largo de su vida adulta, fue defensora de la conservación de los bosques, los derechos de la mujer, la abolición de la esclavitud y la igualdad de oportunidades educativas para los afroamericanos. Whitney era una individualista, que vivía de forma independiente y se cortaba el pelo, lo que molestaba a sus vecinos victorianos. Ella escribió de su naturaleza independiente en uno de sus poemas, «Eres bienvenido, mundo, a criticar, golpear y roncar, si quieres». Fue activa en círculos políticos, literarios y artísticos y apoyó a activistas liberales, escultores y otros artistas, entreteniendo a gente como Harriet Hosmer y Edmonia Lewis y su hogar. Una de sus amigas y partidarias fue la escritora Annie Adams Fields, quien la encontró como una "mujer noble, sencilla y fuerte".
Compró una casa en Boston en 92 Mt. Vernon Street en 1876 y estableció un estudio en el último piso. La casa, ubicada en Beacon Hill, se encuentra en el Boston Women's Heritage Trail. Seis años después compró una granja en Shelburne, New Hampshire, con vistas al Monte Washington, el Monte Adams y el Monte Madison. Vivió en su casa en Mt. Vernon Street hasta octubre de 1893 cuando se mudó a Beacon Street en el Hotel Charlesgate, cerca de su estatua de Leif Erikson en Commonwealth Avenue. Vivió y compartió su vida con Abby Adeline Manning (1836-1906), quien dedicó su vida a Whitney. Whitney Manning vivió en el extranjero en las décadas de 1860 y 1870, en Roma, Florencia y París. Tenían lo que se llamó un "matrimonio de Boston", un término para una relación de largo plazo entre mujeres de clase alta, educadas, que era generalmente aceptado dentro de la comunidad. Fields dijo de la relación, "las dos mujeres se complementan y se apoyan entre ellas".
Whitney murió de cáncer el 23 de enero de 1915 en Boston, Massachusetts y fue enterrada en Cambridge en el cementerio de Mount Auburn junto a Abby Adeline Manning.

## Legado
Creó monumentos prominentes para sitios públicos, como el Capitolio de los Estados Unidos, de figuras históricas como Samuel Adams, Charles Sumner y Leif Erikson. Aunque las obras son bien conocidas, su asociación como creadora de las obras no es ampliamente reconocida. Sus obras, sin embargo, se encuentran en varios museos y colecciones, incluyendo el Museo Davis en Wellesley que tiene siete de sus obras, Roma, Harriet Martineau, Abby Adeline Manning, Ann Mary Hale, Alice Freeman Palmer, Relief of George H. Palmer, y Eben Norton Horsford. Su retrato de Abby Adeline Manning también se encuentra en el Peabody Essex Museum, Salem, Massachusetts.
Tampoco es conocida por su papel activo en las comunidades de expatriados en Roma, Florencia y Francia, donde las mujeres pudieron obtener una experiencia educativa más rica y acceso a obras de arte originales que no se les permitía a las mujeres en los Estados Unidos en ese momento. Como dijo Louisa May Alcott en Mujercitas, cuando las mujeres independientes sintieron la necesidad de "ir a Roma, y hacer buenas fotos, y ser las mejores artistas del mundo". Whitney dijo de Roma: "Es cierto que no hay otra ciudad en esta tierra que (me) dé tanto por tan poco". Las cartas de Whitney durante ese tiempo proporcionan una visión de la importancia de su tiempo en Europa para su desarrollo artístico.
El Archivo Anne Whitney de Wellesley College contiene más de 4.000 cartas, fotografías y otra documentación que incluye más de 400 cartas que envió a su familia sobre su vida en el extranjero. El artículo de Jacqueline Marie Musacchio "Mapeando el 'Rebaño marmóreo blanco': Anne Whitney Abroad, 1866-1867" utiliza la extensa correspondencia de Whitney para crear una línea de tiempo y mapas asociados de dos viajes que hizo en Europa durante este período.